# Linia kolejowa nr 035 (Czechy)
Linia kolejowa nr 035 – jednotorowa, niezelektryfikowana linia kolejowa w Czechach. Łączy Železný Brod i stację Tanvald. W całości znajduje się na terenie kraju libereckiego.